# Sheena Easton
Sheena Easton, född 27 april 1959 i Bellshill, North Lanarkshire, Skottland, är en brittisk popsångerska och skådespelerska inom teater och film. Hon är mest känd för att ha sjungit ledmotivet i Bond-filmen For Your Eyes Only, på svenska Ur dödlig synvinkel, samt hennes genombrottssingel Morning Train (även kallad 9 to 5).
Hennes tidigast kända framförande som sångerska var 1964 vid fem års ålder, då hon sjöng den engelska folksången Early One Morning inför hennes släktingar på en större tillställning.

## Diskografi

### Musikalbum
| År                                                                                 | Album                            | Högsta placering | Högsta placering | Högsta placering | Högsta placering | Högsta placering | Högsta placering | Högsta placering | Högsta placering | Högsta placering | Högsta placering | Högsta placering | Övrigt                                                                                  | Skivbolag         |
| År                                                                                 | Album                            | UK               | AUS              | KAN              | TYS              | JPN              | NLD              | NZ               | NOR              | SVE              | SCH              | USA              | Övrigt                                                                                  | Skivbolag         |
| ---------------------------------------------------------------------------------- | -------------------------------- | ---------------- | ---------------- | ---------------- | ---------------- | ---------------- | ---------------- | ---------------- | ---------------- | ---------------- | ---------------- | ---------------- | --------------------------------------------------------------------------------------- | ----------------- |
| 1981                                                                               | Take My Time / Sheena Easton [A] | 17               | 57               | 9                | —                | 4                | —                | —                | 33               | 22               |                  | 24               | - UK: Guld - KAN: Platina - USA: Guld - Japan: Platina                                  | EMI               |
| 1981                                                                               | You Could Have Been with Me      | 33               | —                | 35               | 52               | 7                | 22               | —                | 7                | 2                | —                | 47               | - UK: Silver - KAN: Platina - USA: Guld - Japan: Guld - Sweden: Silver - Norway: Silver | EMI               |
| 1982                                                                               | Madness, Money & Music           | 44               | 94               | 73               | —                | 5                | 47               | —                | 5                | 19               | —                | 85               | - KAN: Guld - Japan: Guld                                                               | EMI               |
| 1983                                                                               | Best Kept Secret                 | 99               | —                | 32               | —                | 4                | —                | —                | 5                | 38               | —                | 33               | - KAN: Guld - Japan: Guld                                                               | EMI               |
| 1984                                                                               | Todo Me Recuerda a Ti            | —                | —                | —                | —                | 30               | —                | —                | —                | —                | —                | —                | — - Mexiko: Guld - Argentina: Guld                                                      | EMI               |
| 1984                                                                               | A Private Heaven [B]             | —                | 88               | 36               | —                | 9                | —                | 26               | —                | —                | —                | 15               | - KAN: Platina - USA: Guld & Platina                                                    | EMI               |
| 1985                                                                               | Do You                           | —                | —                | 66               | —                | 32               | —                | —                | —                | —                | —                | 40               | - USA: Guld                                                                             | EMI               |
| 1987                                                                               | No Sound But a Heart[B]          | —                | —                | —                | —                | 59               | —                | —                | —                | —                | —                | —                | —                                                                                       | EMI               |
| 1988                                                                               | The Lover in Me                  | 30               | —                | 81               | 48               | —                | 9                | —                | —                | 20               | 19               | 44               | - USA: Guld                                                                             | MCA               |
| 1991                                                                               | What Comes Naturally             | —                | 38               | —                | —                | 85               | 50               | —                | —                | 41               | —                | 90               | —                                                                                       | MCA               |
| 1993                                                                               | No Strings                       | —                | —                | —                | —                | 80               | —                | —                | —                | —                | —                | —                | —                                                                                       | MCA               |
| 1995                                                                               | My Cherie                        | —                | —                | —                | —                | 30               | —                | —                | —                | —                | —                | —                | —                                                                                       | MCA               |
| 1997                                                                               | Freedom                          | —                | —                | —                | —                | 53               | —                | —                | —                | —                | —                | —                | —                                                                                       | MCA / SkyJay Trax |
| 1999                                                                               | Home                             | —                | —                | —                | —                | 97               | —                | —                | —                | —                | —                | —                | —                                                                                       | Universal         |
| 2000                                                                               | Fabulous                         | 185              | 95               | —                | —                | 65               | —                | —                | —                | 52               | —                | —                | —                                                                                       | Universal         |
| Med "—" menas att albumet inte gick in på listan eller inte släpptes i det landet. |                                  |                  |                  |                  |                  |                  |                  |                  |                  |                  |                  |                  |                                                                                         |                   |

- A Albumet släpptes som Take My Time i Europa, Australien och Asien, men som Sheena Easton i Nordamerika.
- B Inte utgivet i USA förrän 1999.